# Lonchotura fassli
Lonchotura fassli is een vlinder uit de familie van de Sematuridae. De wetenschappelijke naam van de soort is voor het eerst geldig gepubliceerd door Pfeiffer.